# Robert Montagu (3e duc de Manchester)
Robert Montagu, 3e duc de Manchester (c. 1710 – 10 mai 1762) est le fils de Charles Montagu (1er duc de Manchester).

## Biographie
Il est député pour Huntingdonshire de 1734 à 1739.
Il épouse Harriet Dunch, fille et cohéritière de Edmund Dunch et de sa femme Elizabeth Godfrey, une belle-sœur de Hugh Boscawen (1er vicomte Falmouth) et la nièce de John Churchill (1er duc de Marlborough), le 3 avril 1735 et ils ont quatre enfants:
- George Montagu (4e duc de Manchester) (1737-1788)
- Charles Greville Montagu (1741-1783)
- Caroline Montagu (d. 1818), épouse de Charles Herbert Lucarne
- Louisa Montagu, meurt, célibataire,